# Digimon Adventure
Digimon Adventure är den första säsongen i den japanska animen Digimon och handlar om sju barn (senare åtta) från Japan som blir transporterade till digivärlden (kort för "digitalvärlden") för att rädda både den och den riktiga världen från ondskan. I digivärlden får de varsin digimon ("digitalmonster") och digikontroll ("digitalkontroll") – engelska: Digivice ("Digital Device").
I Sverige har serien sänts på TV3 sedan 2001 och därefter på Fox Kids sedan 2002.

## Handling
Den 1 augusti 1999 skickas 7 japanska ungdomar - Tai, Matt, Sora, Izzy, Mimi, T.K. och Joe - till ett parallellt universum baserat på digital information. Universumet (Digivärlden) är befolkat av diverse varelser som kallas Digimon (förkortning av Digitala Monster). Ungdomarna måste nu rädda Digivärlden från de onda virusbaserade Digimonerna som hotar att förstöra både den och vår värld.

## Dubbning
| figur                 | Original röstskådespelare | Italiensk röstskådespelare | Svensk röstskådespelare   |
| --------------------- | ------------------------- | -------------------------- | ------------------------- |
| Tai Kamiya            | Toshiko Fujita            | Cinzia Villari             | Anton Olofson Raeder      |
| Sora Takenouchi       |                           | Valeria Vidali             | Jasmine Heikura           |
| Matt Ishida           |                           | Paola Majano               | Leo Hallerstam            |
| Joe Kido              | Masami Kikuchi            | Marco Vivio                | Niklas Lind               |
| T.K. Takaishi         |                           | Tatiana Dessi              | Oliver Åberg              |
| Kari Kamiya           |                           | Ilaria Latini              | Emilia Bongilaj           |
| Koushiro "Izzy" Izumi |                           | Maura Cenciarelli          | Joakim Beutler            |
| Mimi Tachikawa        |                           | Michela Alborghetti        | Emilia Bongilaj           |
| Agumon                |                           | Alessio Cigliano           | Kim Sulocki               |
| Biyomon               |                           | Gio Gio Rapattoni          | Maria Rydberg             |
| Gatomon               |                           | Laura Romano               | Charlotte Ardai-Jennefors |
| Patamon               |                           | Patrizio Cigliano          | Joakim Jennefors          |
| Palmon                |                           | Monica Vulcano             |                           |
| Tentomon              |                           | Massimiliano Alto          | Magnus Rongedal           |
| Leomon                |                           | Paolo Marchese             | Stephan Karlsén           |
| Devimon               |                           | Saverio Indrio             | Magnus Roosmann           |
| Ogremon               |                           | Carlo Marini               | Mattias Gårdinger         |
| Gabumon               |                           | Luigi Ferraro              | Jan Simonsson             |
| Gomamon               |                           | Davide Lepore              |                           |

## Musik
Musiken komponerades för den japanska versionen av Takanori Arisawa, och musiken i den engelska versionen komponerades av Haim Saban, Shuki Levy och Udi Harpaz.

## Begrepp
Utvecklingen och striderna inspirerades av Pokémon-animerade serien och File Island liknar Isla Nublar från Jurassic Park-filmsaga.

## Bakgrund
Digimon lanserades från början som virtuella husdjur, liknande Tamagotchi. För att marknadsföra den populära leksaken beställdes en kortfilm av Toeis animationsavdelning. Filmen regisserades av Mamoru Hosoda, men redan på storyboardstadiet blev de verkställande producenterna så imponerade att en hel tv-serie beställdes. Filmen klipptes senare in i Digimon: The Movie som filmen första segment.